# قنوات الكاس الرياضية
قنوات الكأس الرياضية هي مجموعة قنوات قطرية رياضية تسلط الضوء على البطولات الخليجية والآسيوية، بدأت أول مرة في 28 أبريل 2006 في شكل قناة واحدة باسم قناة الدوري والكأس. ثم تحولت لمجموعة قنوات رياضية من ثمانية قنوات عالية الجودة.
منذ بداياتها استحوذت عليها شبكة الجزيرة الإعلامية كقناة رياضية إلى جانب قناة الجزيرة الرياضية. ثم تحولت جزئيا إلى شبكة قنوات بي إن بعد انفصال الجزيرة الرياضية عن شبكة الجزيرة الإعلامية وتحولها نحو مجموعة بي إن لتصبح الكأس 3، 7,6 و8 ملكا لباقة بي إن الرياضية.

## التأسيس
انطلقت القناة في 28 أبريل 2006 وكانت القناة القطرية الرياضية الثانية في قطر بعد الجزيرة الرياضية وحصلت على العديد من المشاهدين لتغطياتها المميزة للرياضة القطرية وخاصة كرة القدم كما بثت دورة الألعاب الآسيوية 2006 في الدوحة. كما كانت تغطي مباريات المنتخبات الخليجية والعربية بشكل عام وتنقل بطولات عديدة منها تصفيات كأس العالم وكأس آسيا وكأس الخليج وهي من القنوات الأكثر شعبية في الخليج العربي.

## الجوائز
حصلت القناة على جائزة أفضل قناة رياضية في الخليج العربي في عام 2007 وحصل خالد جاسم مقدم برنامج المجلس على جائزة أفضل مذيع عربي كما حصلت القناة على جائزتين في جوائز بروماكس بنك دلتا آسيا الذي عقد في نيويورك في يونيو 2008.

## الحقوق
- كأس العالم 2022
- دوري نجوم قطر
- كأس قطر
- كأس أمير قطر
- كأس نجوم قطر
- كأس الشيخ جاسم
- دوري أبطال آسيا
- كأس الاتحاد الآسيوي
- كأس آسيا
- تصفيات كأس آسيا
- تصفيات كأس العالم لكرة القدم 2018 (آسيا)
- كأس الخليج العربي
- الدوري البلجيكي الممتاز
- دوري الدرجة الثانية الإسباني
- الرابطة التونسية المحترفة الأولى لكرة القدم
- كأس تونس
- كأس السوبر التونسي
- الدوري الجزائري الممتاز
- كأس الجزائر
- كأس السوبر الجزائري
- الدوري السوداني الممتاز لكرة القدم
- كأس السودان
- الدوري العراقي الممتاز
- الدوري الكويتي
- كأس ولي العهد (الكويت)
- الدوري الأردني للمحترفين
- كأس الأردن
- دوري المحترفين العماني
- كأس السلطان قابوس
- كأس السوبر العماني
- بطولة آسيا تحت 23 سنة لكرة القدم
- تصفيات كأس آسيا تحت 19 سنه
- دوري قطر غاز تحت 23 سنه
- دوري شباب قطر تحت 19 سنه
- دوري شباب قطر تحت 17سنه
- بطولة الكاس الدولية
- [1]

### كرة يد
- بطولة آسيا لكرة اليد للرجال
- بطولة آسيا للأندية لكرة اليد

#### كرة سله
- الدوري القطري لكرة السلة

## البرامج
- المجلس (برنامج) : يقدمه خالد جاسم.
- 90 دقيقة : يقدمه فالح الشهري [2]
- الحكم : يقدمه بدر بلال.
- فض فض : يقدمه مشعل الشمري وحماد العبيدي[2]
- جرايد : يقدمه جاسم حسين وناريمين امير الدين وعهد حسن [3]
- مع سمعه: يقدمه إسماعيل علي [4]
- SPEED4 : يقدمه عبد الله العمادي واليس جبور[5]
- حصاد الاسبوع: يقدمه المهدي الراضي[5]
- SPORT.NET : يقدمه خالد الحدي [2]
- QSL STUDIO[6]
- PREVIEW : رودي[7]
- ضيفنا : تقدمه مريان كركلا.[8]

## العاملين في القناة

### المذيعين والمراسلين
| - خالد جاسم - بدر بلال - محمد دهام - طلال الكواري - هيكل الشعري - جاسم حسين - سهيل بن عمر - فالح الشمري - عبد الرحمن محمد | - خالد محمد - وسام كرنيب - يوسف الربيع - خالد الحدي - حماد علوان العبيدي - إسماعيل علي - صالح عبد الله - عبد الله المسلماني - محمد المهدي الراضي | - فيصل الهاجري - محمد السعدي - عبد الله العمادي - عبد الهادي السهلي - عبد الله الكبيسي - عبد الرحمن الأشقر - مشعل شاكر - إبراهيم الكواري - مريان كركلا - لانا ال عادل |

### المحللين ومعلقين
| - ماجد الخليفي - عبيد جمعه - خالد سلمان - حمود سلطان - عادل الملا - خالد الفضيلي - عادل الملا - خالد الفضلي - بشار عبد الله | - عبد العزيز حسن - يونس محمود - وسام رزق - سيد بشير - حسن العتيبي - عادل السليمي - احمد الرواس - سامي الطرابلسي - ربيع العفوي | - عبد الرحمن عبد الخالق - عبد الله القحطاني - احمد السيد - المعلقيين - احمد الطيب - خليل البلوشي - مشعل الشمري - احمد المعمري - خالد الحدي |

## القنوات
- الكأس 1
- الكأس 2
- الكأس 3
- الكأس 4
- الكأس 5
- الكأس 6 (مشفرة)
- الكأس 7 (مشفرة)
- الكأس 8 (مشفرة)
- الكأس 9 (مشفرة)
- الكأس 10 (مشفرة)
- الكأس 1 إكسترا (مشفرة)
- الكأس 2 إكسترا (مشفرة)
- الكأس 3 إكسترا (مشفرة)
- الكأس 4 إكسترا (مشفرة)
- الكأس 5 إكسترا (مشفرة)
- الكأس 6 إكسترا (مشفرة)
- الكأس 7 إكسترا (مشفرة)
- الكأس 8 إكسترا (مشفرة)
- الكأس 9 إكسترا (مشفرة)
- الكأس 10 إكسترا (مشفرة)

## الترددات
| القمر    | التردد     | معدل الترميز | القنوات     |
| -------- | ---------- | ------------ | ----------- |
| عرب سات  | 12245 V    | 27500        | 1,2,3,4,EX1 |
| عرب سات  | 12418 H    | 27500        | 5,6,7,8,EX2 |
| نايل سات | 11919 H    | 27500        | 1,2,3,4,EX1 |
| سهيل سات | 11678.07 H | 27500        | EX1         |
| اسيا سات | 3660 V     | 27500        | 2           |
| جلاكسي   | 12183.3 H  | 22500        | 2           |

## بث القناة
القناة تبث على عدة اقمار صناعية منها النايل سات والعرب سات وهوت بيرد وآسيا سات.

## وصلات خارجية
- الموقع الرسمي لقناة الكاس
- البث المباشر للقناة

لا توجد روابط لمواقع التواصل الاجتماعي.